# Johannes Wald
Johannes Wald (Sindelfingen, 1980) è uno scultore tedesco.

## Biografia
Wald ha studiato all'Accademia statale di belle arti di Karlsruhe dal 2002 al 2009 ed è stato uno studente di master class con Harald Klingelhöller dal 2007 al 2009. Johannes Wald vive e lavora a Berlino.

## Opere
Le opere scultoree di Johannes Wald non seguono un'idea tradizionale di scultura. Piuttosto, le sue opere incarnano il concetto di scultura, suscitano interrogativi sul "come" vedere, contemplare e creare una scultura. Come possono essere materializzati concetti astratti come sentimenti, qualità artistiche e ambizioni? La forma, come mimesi o espressione, è anche possibile?
Attraverso la combinazione di materiali scultorei classici come bronzo, marmo, gesso o argilla e la combinazione di tradizione e modernità, Wald crea un piacere incondizionato nel guardare il proprio lavoro, che nei suoi motivi rimanda, tra l'altro, all'antichità greca o in generale indaga sul confine tre pittura e scultura tradizionale.

## Mostre (selezione)
Mostre personali
- 2016:  lending thought body, su danielmarzona.com., Daniel Marzona Galerie, Berlino
- 2015: Whatness - Esther Kläs e Johannes Wald, Kunsthalle Bielefeld, Bielefeld
- 2014: Geste und Gefühl / attempts at forming appropriate finds , Museum Kurhaus Kleve, Kleve
- 2013: In the shade of absence, Albertinum, Dresda
- 2012: fig. Galleria Konrad Fischer, Düsseldorf
- 2010: Einraumhaus , Einraumhaus, Mannheim
- 2009: things for the light to shine on , Galleria Pitrowski, Berlino

Mostre collettive
- 2013: KölnSkulptur #7, Skulpturenpark Köln, Köln
- 2012: Vorführraum, Kunsthalle Bielefeld, Bielefeld
- 2010: der unaufhaltsame Aufstieg von Draufgängern und Flaschen, Städtische Galerie Karlsruhe, Karlsruhe
- 2008: Top 08 Meisterschüler der Kunsthalle Karlsruhe, Kunstverein Heilbronn, Heilbronn
- 2005: See History, Kunsthalle Kiel, Kiel

## Onorificenze
- 2004/2007: Laurea alla Staatlichen Akademie der Bildenden Künste Karlsruhe
- 2006 –2009: Borsa di studio Studienstiftung des deutschen Volkes
- 2009: Borsa di studio dell'Accademia statale di belle arti di Karlsruhe
- 2011: Finanziamento per i debuttanti dell'Accademia statale di belle arti di Karlsruhe
- 2013: Premio d'arte Ernst Rietschel dalle collezioni statali d'arte di Dresda